# Агеев, Михаил Дмитриевич
Михаи́л Дми́триевич Аге́ев (14 мая 1931, Черемхово, Иркутская область — 19 ноября 2005, Владивосток) — советский и российский учёный, специалист в области систем навигации и управления движущимися объектами, академик РАН (1992).

## Биография
Родился 14 мая 1931 года в городе Черемхово Иркутской области в семье архитектора Д. М. Агеева.
Семья жила в Новосибирске, в Одессе. После начала Великой Отечественной войны отец был в армии, а Михаил жил в эвакуации в Новосибирске, Свердловске.
В 1948 году поступил в Московский институт инженеров связи. В 1950 году перешёл в Ленинградский институт точной механики и оптики и окончил его с отличием по специальности «Гироскопические приборы и устройства». После окончания ЛИТМО в 1954 году работал в Ленинграде в Центральном научно-исследовательском институте имени академика А. Н. Крылова.
В 1960 году защитил кандидатскую диссертацию на тему «Отыскание оптимального закона управления успокоителями качки судов».
В 1961 году был избран по конкурсу на должность доцента Дальневосточного политехнического института им. В. В. Куйбышева (ДВПИ) (Владивосток). В 1962 году утверждён в звании доцента кафедры ДВПИ «Электропривод и автоматизация промышленных предприятий». С 1962 по 1972 год работал заведующим кафедрой гироскопических приборов и устройств ДВПИ. Организовал подготовку первых на Дальнем Востоке инженеров электромехаников в области приборостроения, ставших впоследствии крупными руководителями приборостроительных производств, директорами заводов, начальниками цехов, кандидатами и докторами наук.
С 1969 года, работая по совместительству в Отделе технической кибернетики ДВ филиала СО АН СССР, начал организацию лаборатории систем навигации и управления. В 1970 году защитил докторскую диссертация на тему, связанную с синтезом инерциальных систем околоземной навигации.
В 1972 году перешёл на постоянную работу в Институт автоматики и процессов управления ДВНЦ АН СССР, будучи избранным по конкурсу сначала на должность заведующего лабораторией систем навигации и управления, а затем заведующего отделом «Подводных технических средств и опытно-конструкторских и экспериментальных работ». В короткий промежуток времени он сформировал квалифицированный научный коллектив, с которым развил новое научное направление — подводную робототехнику.
23 декабря 1987 член-корреспондент АН СССР по Отделению проблем машиностроения, механики и процессов управления.
В 1988 году возглавил созданный под его руководством Институт проблем морских технологий ДВО РАН. С помощью экспериментальных образцов подводных роботов, созданных в Институте, удалось впервые успешно решить целый ряд уникальных и важных, государственных задач в океане на больших глубинах, выполняя НИР и ОКР по постановлению ВПК при Совете министров СССР.
11 июня 1992 академик РАН по Отделению проблем машиностроения, механики и процессов управления (механика, процессы управления). Специализация: механика, процессы управления.
19 ноября 2005 года скончался на 75-м году жизни.
За глубокие исследования в области морских технологий, создание и применение глубоководных автономных необитаемых подводных аппаратов при решении ряда уникальных и важных, государственных задач в океане на больших глубинах Михаил Дмитриевич Агеев был награждён орденом Трудового Красного Знамени, орденом Почёта (1996) и медалью «300 лет Российского флота». В 1990 году ему был присуждён международный диплом «INTERVETION / ROV’90» первой степени за лучшую работу года и вклад в прогресс мировой подводной робототехники.
Автор многочисленных научных трудов и изобретений. Состоял членом многих специализированных советов по защите докторских и кандидатских диссертаций, председателем Объединённого учёного совета по физико-математическим и техническим наукам, под его редакцией вышли в свет многие научные труды и издания. Член американского научного Общества морских технологий, член ряда оргкомитетов международных форумов.
Двое детей.

## Научные работы

### Книги
- Автономные необитаемые подводные аппараты / Под общ. ред. акад. М. Д. Агеева. — Владивосток: Дальнаука, 2000. — 272 с.

### Статьи
- Агеев М. Д. Управление распределением энергии при работе АНПА с питанием от солнечных батарей // Морские технологии. Владивосток: Дальнаука, 1996. Вып. 1. С. 21-36.
- Агеев М. Д., Горнак В. Е., Хмельков Д. Б. О разработке экспериментального образца солнечного автономного подводного аппарата // Вестник ДВО РАН, 1998. № 3. С. 3-11.
- Агеев М. Д. Создание автоматизированной сети океанографических измерений на основе АНПА с солнечной энергетикой // Подводные исследования и робототехника. — 2006. — № 2. — С. 5-12.
- Агеев М. Д. Автономный подводный аппарат — идеальная прецизионная платформа для подводных гравиметрических измерений // Подводные исследования и робототехника, 2009. — № 1. — С. 4-8.
- Ageev M. D. An Analysis of Long-Range AUV, Powered by Solar Energy // OCEANS‘95 Conference. San Diego: IEEE. 1995.
- Ageev M. D., Jalbert J. C., Blidberg D. R. Description and Analysis of a Solar Autonomous Underwater Vehicle // MTS Journal. Winter 1998-99. V. 32. № 4.
- Ageev M. D., Blidberg D. R., Jalbert J. C., Melchin C. J., Troop D. P. Results of the Evaluation and Testing of the Solar Powered AUV and its Subsystems // Proc of 11th International Symposium on Unmanned Untethered Submersible Technology, Durham, NH, August 23-25, 1999.
- Blidberg D. R., Jalbert J. C., Ageev M. D. Experimental Results; The AUSI/IMTP Solar Powered AUV Project // Proc. of the Ocean Community Conference‘98. Baltimore. Nov. 16-19. 1998.
- Jalbert J. C., Irazoqui-Pastor P., Miles S., Blidberg D. R., Darwin J., Ageev M. D. AUV Technology Evaluation and Development Project // Proceedings of the 10th International Symposium on Unmanned Untethered Submersible Technology. Durham, 1997. P. 75-87.